# 管叶牛角兰
管叶牛角兰（学名：Ceratostylis subulata）为兰科牛角兰属下的一个种。